# George Woodger
George Woodger (Croydon, 2 settembre 1883 – Croydon, 6 marzo 1961) è stato un calciatore inglese, di ruolo centrocampista.

## Carriera
Ha vestito la maglia della Nazionale inglese in una sola occasione nel 1911.